# 地蔵鉱山
地蔵鉱山（じぞうこうざん）は、長野県北安曇郡小谷村にある金鉱山である。

## 概要
地蔵鉱山は、1931年（昭和6年）に開鉱された長野県北安曇郡小谷村にある金鉱山である。
金鉱石品位は約30 g/t と高水準で、金埋蔵量は 約50 tと推定される。
採掘様式は露天掘りで、雪のなくなる6月から11月の間（半年間）のみ採掘される。

## 地質
地蔵鉱山は新第三紀・中新世頃に形成されたフォッサマグナの西端、糸魚川静岡構造線に位置し、凝灰質砂岩及び泥岩を伴う安山岩溶岩・火山砕屑岩からなる。
地形の高低差は約500 mと急峻な地形で、表層の堆積物の所々に花崗岩が露出する。
鉱石は砂状のスメクタイトで10%程度の水分を含んでおり、地滑り地帯の指定を受けている。

## 歴史
開山は1931年（昭和6年）、太平洋戦争が激化した1943年（昭和18年）には、軍需物資の調達を目的とした日本陸軍に接収され一時期官営鉱山となったが、終戦に伴い閉山した。
1953年（昭和28年）に名古屋鉱業（株）が露天掘りを再開し、山の斜地に精錬所・ロープウェイを建設。最盛期には1日500 tの原鉱を採掘していた。
1970年（昭和45年）に山本直作が採掘を再開して以降、1983年（昭和58年）には高木正、1989年（平成元年）には原勝美により採掘がなされたものの1996年（平成8年）に小谷村で発生した大土石流災害（死者14名）により、再度閉山された。
2013年（平成25年）に岩畔茂（地蔵鉱山開発株式会社／取締役会長）が採掘を開始、長野朝日放送のニュースとして取り上げられた。2016年4月（平成28年）より地蔵鉱山株式会社（代表取締役／大浦清一）が採掘/運営をしている。

## 参考資料
- 地蔵鉱山株式会社